# كريتي سانون
كريتي سانون (بالإنجليزية: Kriti Sanon) (من مواليد 27 يوليو 1990)، هي ممثلة هندية تعمل أساسًا في الأفلام الهندية الناطقة بالهندية. حصلت على جائزة الفيلم الوطني الهندي وجائزتي فيلم فير، كما ظهرت في قائمة فوربس الهند لأبرز 100 شخصية مشهورة لعام 2019.
عملت سانون لفترة قصيرة كعارضة أزياء بعد حصولها على شهادة في الهندسة من معهد جايبي لتكنولوجيا المعلومات. بدأت مسيرتها الفنية بدور البطولة النسائية في فيلمين أكشن عام 2014 هما: واحد: نينوكديني وهيروبانتي، حيث فازت عن الأخير بجائزة فيلم فير لأفضل ظهور نسائي لأول مرة. وتقدمت في مسيرتها المهنية بأدوار البطولة في الكوميديات الرومانسية الناجحة تجاريًا مثل (حلوى باريلي) عام 2017 و(لعبة الاختباء) عام 2019، كما حققت أعلى إيراداتها من خلال أفلام الكوميديا الجماعية (ذوو القلوب الكبيرة) عام 2015 و(منزل مليء 4) عام 2019.
فازت سانون بجائزة الفيلم الوطني الهندي وجائزة فيلم فير لأفضل ممثلة عن أدائها في دور أم بديلة في الفيلم الكوميدي الدرامي ميمي عام 2021. تلا ذلك سلسلة من الأفلام غير الناجحة تجاريًا، من بينها الفيلم الضخم والمثير للجدل أديبوروش (أول رجل)، رغم أن فيلم الرعب الكوميدي (المستذئب) عام 2022 لاقى استحسانًا. ومنذ ذلك الحين، حققت سانون نجاحات تجارية مع الفلمين الكوميديين (تشابكت في كلماتك) و (الطاقم) في عام 2024.
إلى جانب التمثيل، أطلقت سانون علامتها التجارية للملابس مس تيكن، وشركة اللياقة البدنية ذا ترايب، وعلامة العناية بالبشرة هايفن، بالإضافة إلى شركة الإنتاج السينمائي الخاصة بها بلو باترفلاي فيلمز.

## وصلات خارجية
- كريتي سانون على موقع IMDb (الإنجليزية)
- كريتي سانون على موقع قاعدة بيانات الأفلام العربية
- كريتي سانون على موقع أول موفي (الإنجليزية)
- كريتي سانون على موقع قاعدة بيانات الفيلم (الإنجليزية)
- كريتي سانون على موقع كينوبويسك (الروسية)